# (119951) 2002 KX14
2002 كي أكس 14 (ويعرف أيضًا باسم (119951) 2002 كي أكس 14 وفق تسمية الكوكب الصغير) (بالإنجليزية: 2002 KX14) هو كويكب ضمن حزام الكويكبات؛ وترتيبه 119951 من حيث الاكتشاف.
اكتُشف هذا الجُرم الفلكي بواسطة مايكل براون في 17 مايو 2002.

## وصلات خارجية
- (119951) 2002 KX14 في قاعدة بيانات مختبر الدفع النفاث لأجرام النظام الشمسي الصغيرة

- الاكتشاف · مخطط المدار ·  العناصر المدارية · المعلمات المادية

- (119951) 2002 KX14 على موقع ويكي سكاي: DSS2, SDSS, GALEX, IRAS, Hydrogen α, X-Ray, Astrophoto, Sky Map, Articles and images